# Beire (Portugal)
Beire is een plaats (freguesia) in de Portugese gemeente Paredes en telt 2256 inwoners (2001).